# Bronxville
Bronxville est un village du comté de Westchester, situé dans l'État de New York, aux États-Unis. Sa population s’élevait à 6 323 habitants lors du recensement de 2010 et est estimée par le Bureau du recensement des États-Unis à 6 404 habitants au 1er juillet 2023.

## Démographie
| Groupe            | Bronxville | New York | États-Unis |
| ----------------- | ---------- | -------- | ---------- |
| Blancs            | 90,3       | 65,8     | 72,4       |
| Asiatiques        | 5,2        | 7,3      | 4,8        |
| Latino-Américains | 4,4        | 17,6     | 16,7       |
| Métis             | 2,0        | 3,0      | 2,9        |
| Afro-Américains   | 1,4        | 15,9     | 12,6       |
| Autres            | 1,1        | 8,0      | 9,3        |
| Total             | 100        | 100      | 100        |
|                   |            |          |            |

Selon l'American Community Survey, pour la période 2011-2015, 84,62 % de la population âgée de plus de 5 ans déclare parler anglais à la maison alors que 2,74 % déclare parler l'espagnol, 1,32 % le russe, 1,22 % l'italien, 1,16 % une langue chinoise, 1,13 % le grec, 1,0 % le japonais, 0,96 % le français, 0,83 % l'allemand et 5,01 % une autre langue.

## Personnalités liées à la ville
- Helen Johns Kirtland, photojournaliste et correspondante de guerre.
- Frank Abagnale, Jr., ancien faussaire et imposteur franco-américain, reconverti en consultant en sécurité.
- Tom McClintock, personnalité politique, élu républicain de Californie à la Chambre des représentants des États-Unis.
- Catherine T. Hunt, chimiste, présidente de l'American Chemical Society.
- Harrison Bader, joueur de baseball pour les Mets de New York.
- Paul Kalanithi, chirurgien et écrivain.
- Jeannette Meyer Thurber, mécène américaine engagée dans la promotion de l’éducation musicale.